# Dwór (Bilczów)
Dwór – część wsi Bilczów w Polsce, położona w województwie świętokrzyskim, w powiecie buskim, w gminie Busko-Zdrój.
W latach 1975–1998 Dwór administracyjnie należał do województwa kieleckiego.